# 森特 (密蘇里州)
森特（英語：Center）是位於美國密蘇里州羅爾斯縣的城市。

## 人口
根據2020年美國人口普查的數據，森特的面積為1.03平方千米，皆為陸地。當地共有人口528人，而人口密度為每平方千米513人。